# Воронка (река, впадает в Балтийское море)
Воро́нка (фин. Vornaisienjoki) — река на западе Ленинградской области, в Ломоносовском районе. Длина реки — 37 км, площадь водосборного бассейна — 286 км².

## География
На реке имеется несколько деревень (от истока к устью): Савольщина, Извара, ниже Извары по течению река запружено и до Извары-Савольщины образует водохранилище, Мартыново, Готобужи, Лужки Верхние, Средние, Нижние, Керново.

## Неприступная река
В годы Великой Отечественной войны по реке проходил рубеж, на котором были остановлены в сентябре 1941 немецкие войска. Граница ораниенбаумского плацдарма по этому рубежу проходит до начала операции «Январский гром», 14 января 1944.

Удивительное дело, фашистская армия форсировала сотни рек: Шельду и Маас в Бельгии, Сену и Луару во Франции, Вислу в Польше, но пересечь речку Воронку, которую курица вброд переходит, им не удалось!
— Лев Успенский
Деревень Готобужи, Верхние, Средние и Нижние Лужки больше не существует, они были уничтожены войной, на месте каждой из них установлен мемориальный камень.

## Данные водного реестра
По данным государственного водного реестра России относится к Балтийскому бассейновому округу, водохозяйственный участок реки — реки бассейна Финского залива от северной границы бассейна реки Луга до южной границы бассейна реки Нева. Относится к речному бассейну реки Нарва (российская часть бассейна).
Код объекта в государственном водном реестре — 01030000712102000025468.